# Vicepresidente de Kenia
El vicepresidente de la República de Kenia (en suajili: ; en inglés: Deputy President of the Republic of Kenya) es el segundo funcionario político más alto del gobierno de Kenia. El vicepresidente es el asistente principal del presidente y suplente del presidente en funciones ejecutivas. Según la Constitución representa junto al presidente y el Gabinete de ministro el poder ejecutivo del país. Desde su establecimiento solo ha habido una vacante en el cargo, desde el 8 de enero de 1998 hasta el 3 de abril de 1999.
El cargo actual es ejercido por Rigathi Gachugua desde el 13 de septiembre de 2022.

## Características

### Elegibilidad
Antes de la Constitución de Kenia de 2010, el vicepresidente era designado por el presidente (artículo 148), después de la Constituciòn el vicepresidente es elegido como parte de una candidatura conjunta con el presidente de Kenia. 
El candidato a vicepresidente, según el artículo 137, debe cumplir los mismos requisitos que el candidato presidencial, así, debe ser ciudadano por nacimiento; estar calificado para presentarse a las elecciones como miembro del Parlamento, ser nominado por un partido político, o ser candidato independiente; y ser nominado por no menos de dos mil votantes de cada uno de la mayoría de los condados. Una persona no está calificada para la nominación como candidato presidencial si tiene lealtad a un estado extranjero; o es un funcionario público, o esta actuando en cualquier Estado u otro cargo público.
Según el artículo 138, las elecciones presidenciales pueden ser canceladas si el candidato a vicepresidente fallece antes o durante de las elecciones. Por el contrario si el vicepresidente electo muere antes de asumir el cargo, el cargo de vicepresidente se declarará vacante al asumir el cargo la persona declarada electa como presidente (artículo 139).
Si tanto la persona declarada electa como presidente como el vicepresidente mueren antes de asumir el cargo, el presidente de la Asamblea Nacional actuará como presidente a partir de la fecha en que el presidente electo hubiera prestado juramento; y se celebrará una nueva elección presidencial dentro de los sesenta días siguientes a la segunda muerte.

### Toma de posesión
La juramentación del vicepresidente electo se realizará ante el presidente de la Corte Suprema o, en ausencia del presidente de la Corte Suprema, ante el vicepresidente de la Corte Suprema y en público. El Vicepresidente electo asume el cargo prestando y firmando: el juramento o afirmación de lealtad; y el juramento o afirmación para el desempeño de las funciones del cargo,

### Mandato
El mandato del vicepresidente es de cinco años, renovable una vez, que comenzará a contar desde la fecha de su juramentación y terminará cuando jure un nuevo vicepresidente, renuncie, fallezca o sea destituido. Una persona no podrá ejercer el cargo de vicepresidente por más de dos mandatos (artículo 148). 
El vicepresidente podrá ser destituido de su cargo por incapacidad física o mental para ejercer las funciones del cargo, por juicio político por violación grave de una disposición de esta Constitución o de cualquier otra ley, cuando haya razones serias para creer que el vicepresidente ha cometido un delito de derecho nacional o internacional o por falta grave. 
Si el vicepresidente asume el cargo de presidente habrá cumplido un mandato completo como presidente si, en la fecha en que la persona asumió el cargo, faltan más de dos años y medio para la fecha de la siguiente elección, en cualquier otro caso no habra cumplido un mandato presidencial. En caso de que el cargo quede vacante, en los catorce días siguientes, el presidente elegirá a un nuevo vicepresidente que deberá ser confirmado por la Asamblea Nacional, la cámara baja del Parlamento de Kenia (artículo 149).

### Funciones constitucionales
Según la constitución del país, en su artículo 147, el vicepresidente será el principal asistente del presidente y lo sustituirá en el ejercicio de sus funciones. El vicepresidente ejercerá las funciones que le confiere la constitución y cualesquiera otras funciones del presidente que éste le asigne.
Además, a diferencia de la situación anterior en la que el vicepresidente normalmente tendría un ministerio del gabinete para ocupar, el vicepresidente no puede ocupar ningún otro cargo estatal o público . El Vicepresidente no podrá ejercer ningún otro cargo estatal o público.

### Sucesión presidencial
Dos de los vicepresidentes, Mwai Kibaki y Daniel Arap Moi, se han convertido en presidentes. William Ruto se desempeñó como presidente interino durante unos días después de que el presidente Uhuru Kenyatta transfiriera temporalmente sus poderes y su cargo para comparecer ante la Corte Penal Internacional.
En el caso de un presidente electo (artículo 139) Si muere después de haber sido declarado electo presidente, pero antes de asumir el cargo, el vicepresidente electo prestará juramento como presidente interino en la fecha en que el presidente electo hubiera prestado juramento; y se celebrará una nueva elección para el cargo de presidente dentro de los sesenta días siguientes a la muerte del presidente electo.
En el caso de un presidente de la República que ejerce el cargo en los casos de  incapacidad (art. 144), cese (art. 145); de fallecimiento o dimisión, el cargo de presidente quedará vacante (artículo 146). En estos casos el vicepresidente asumirá el cargo de presidente por el resto del mandato del presidente, no obstante, si el vicepresidente no pudiera o el cargo estuviera vacante sería entonces el presidente de la Asamblea Nacional quien actuará como presidente interino y se llevará a cabo elecciones presidenciales dentro de los sesenta días siguientes.

## Lista de vicepresidentes (desde 1964)
| #                                                           | Nombre | Nombre | Nombre                                                            | Inicio                   | Final                    | Partido | Elecciones | Presidente | Presidente                  |
| ----------------------------------------------------------- | ------ | ------ | ----------------------------------------------------------------- | ------------------------ | ------------------------ | ------- | ---------- | ---------- | --------------------------- |
| 1.º                                                         |        |        | Oginga Odinga (1911-1994) Vicepresidente de la República          | 12 de diciembre de 1964  | 14 de abril de 1966      | KANU    | [ 7 ]      |            | Jomo Kenyatta (1964-1978)   |
| 2.º                                                         |        |        | Joseph Murumbi (1911-1990) Vicepresidente de la República         | 3 de mayo de 1966        | 30 de noviembre de 1966  | KANU    | [ 7 ]      |            | Jomo Kenyatta (1964-1978)   |
| 3.º                                                         |        |        | Daniel arap Moi (1924-2020) Vicepresidente de la República        | 5 de enero de 1966       | 22 de agosto de 1978     | KANU    | [ 7 ]      |            | Jomo Kenyatta (1964-1978)   |
| Puesto vacante del 22 de agosto al 14 de octubre de 1978    |        |        |                                                                   |                          |                          |         |            |            |                             |
| 4.º                                                         |        |        | Mwai Kibaki (1931-2022) Vicepresidente de la República            | 14 de octubre de 1978    | 24 de marzo de 1988      | KANU    | [ 7 ]      |            | Daniel arap Moi (1978-2002) |
| 5.º                                                         |        |        | Josephat Karanja (1931-1994) Vicepresidente de la República       | 24 de marzo de 1988      | 1 de mayo de 1989        | KANU    | [ 7 ]      |            | Daniel arap Moi (1978-2002) |
| 6.º                                                         |        |        | George Saitoti (1945-2012) Vicepresidente de la República         | 1 de mayo de 1989        | 8 de enero de 1998       | KANU    | [ 7 ]      |            | Daniel arap Moi (1978-2002) |
| Puesto vacante del 8 de enero de 1998 al 3 de abril de 1999 |        |        |                                                                   |                          |                          |         | [ 7 ]      |            | Daniel arap Moi (1978-2002) |
| 6.º                                                         |        |        | George Saitoti (1945-2012) Vicepresidente de la República         | 3 de abril de 1999       | 30 de agosto de 2002     | KANU    | [ 7 ]      |            | Daniel arap Moi (1978-2002) |
| 7.º                                                         |        |        | Musalia Mudavadi (n. 1960) Vicepresidente de la República         | 30 de agosto de 2002     | 3 de enero de 2003       | KANU    | [ 7 ]      |            | Mwai Kibaki (2002-2013)     |
| 8.º                                                         |        |        | Michael Kijana Wamalwa (1944-2003) Vicepresidente de la República | 3 de enero de 2003       | 23 de agosto de 2003     | NARC    | [ 7 ]      |            | Mwai Kibaki (2002-2013)     |
| 9.º                                                         |        |        | Moody Awori (n. 1928) Vicepresidente de la República              | 23 de agosto de 2003     | 9 de enero de 2008       | NARC    | [ 7 ]      |            | Mwai Kibaki (2002-2013)     |
| 9.º                                                         | PNU    |        | Moody Awori (n. 1928) Vicepresidente de la República              | 23 de agosto de 2003     | 9 de enero de 2008       |         | [ 7 ]      |            | Mwai Kibaki (2002-2013)     |
| 10.º                                                        |        |        | Kalonzo Musyoka (n. 1953) Vicepresidente de la República          | 9 de enero de 2008       | 9 de abril de 2013       | ODM     | [ 7 ]      |            | Mwai Kibaki (2002-2013)     |
| 11.º                                                        |        |        | William Ruto (n. 1966) Vicepresidente de la República             | 9 de abril de 2013       | 13 de septiembre de 2022 | URP     | 2013       |            | Uhuru Kenyatta (2013-2022)  |
| 11.º                                                        |        | Júbilo | William Ruto (n. 1966) Vicepresidente de la República             | 9 de abril de 2013       | 13 de septiembre de 2022 | 2017    |            |            | Uhuru Kenyatta (2013-2022)  |
| 12.º                                                        |        |        | Rigathi Gachagua (n. 1966) Vicepresidente de la República         | 13 de septiembre de 2022 | en el cargo              | UDA     | 2022       |            | William Ruto (2022- )       |